# Derivada covariant exterior

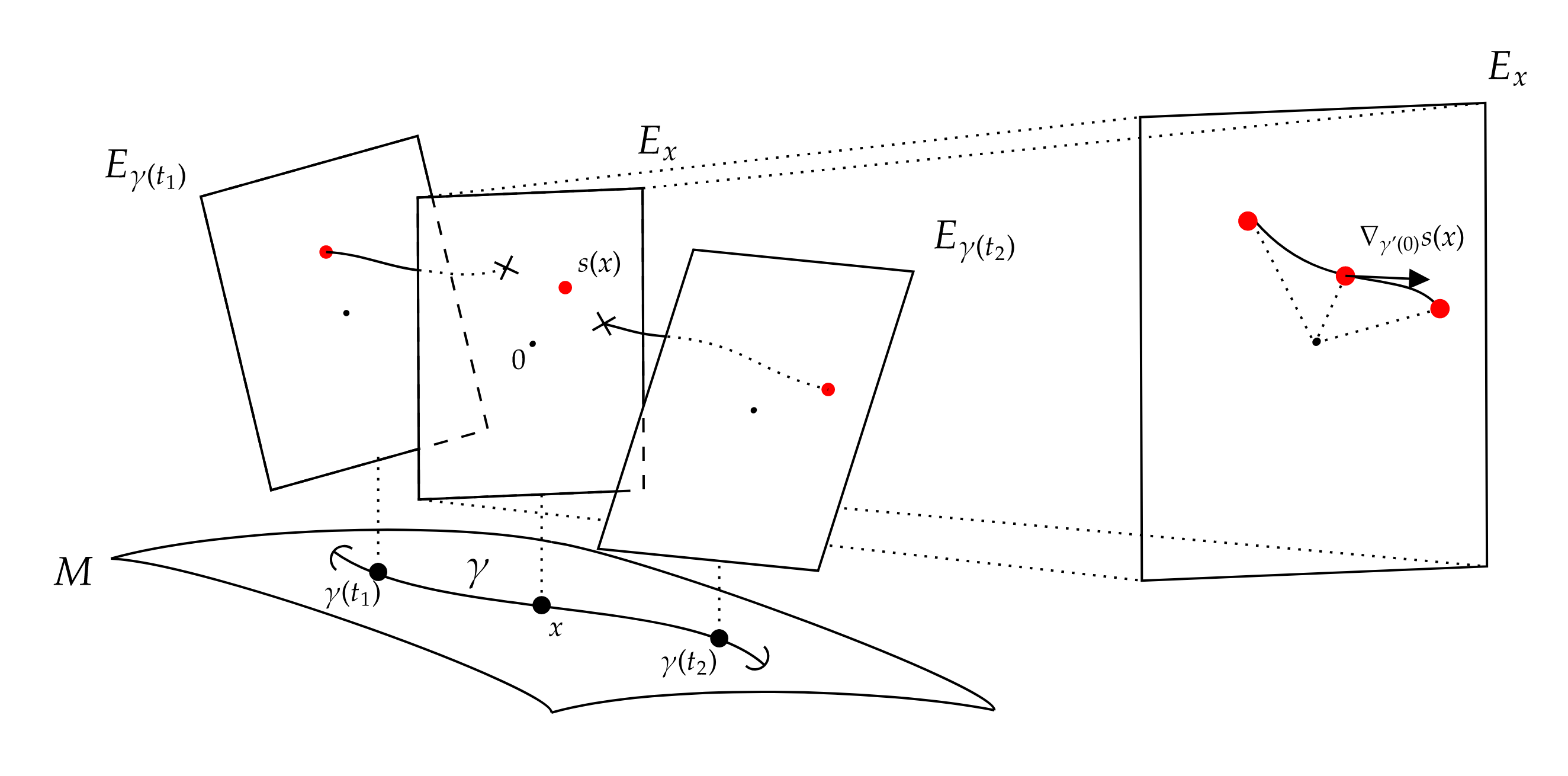
Diagrama de recuperació de la derivada covariant del transport paral·lel per a una connexió en un fibrat vectorial

En el camp matemàtic de la geometria diferencial, la derivada covariant exterior és una extensió de la noció de derivada exterior a la configuració d'un fibrat principal diferenciable o fibrat vectorial amb una connexió.

## Definició
Sigui G un grup de Lie i P → M un grup G principal en una varietat llisa M. Suposem que hi ha una connexió a P ; això produeix una descomposició natural de suma directa {\displaystyle T_{u}P=H_{u}\oplus V_{u}} de cada espai tangent als subespais horitzontal i vertical. Sigui {\displaystyle h:T_{u}P\to H_{u}} la projecció al subespai horitzontal.
Si ϕ és una forma k a P amb valors en un espai vectorial V, aleshores la seva derivada covariant exterior Dϕ és una forma definida per
{\displaystyle D\phi (v_{0},v_{1},\dots ,v_{k})=d\phi (hv_{0},hv_{1},\dots ,hv_{k})}
on v i són vectors tangents a P en u.
Suposem que ρ : G → GL(V) és una representació de G en un espai vectorial V. Si ϕ és equivariant en el sentit que
{\displaystyle R_{g}^{*}\phi =\rho (g)^{-1}\phi }
on {\displaystyle R_{g}(u)=ug}, aleshores Dϕ és un tensorial (k + 1) (k + 1) -forma sobre P del tipus ρ : és equivariant i horitzontal (una forma ψ és horitzontal si ψ(v0, ..., vk) = ψ(hv0, ..., hvk).)
Per abús de notació, el diferencial de ρ a l'element d'identitat es pot denotar de nou per ρ :
{\displaystyle \rho :{\mathfrak {g}}\to {\mathfrak {gl}}(V).}
Sigui {\displaystyle \omega } la connexió d'una forma i {\displaystyle \rho (\omega )} la representació de la connexió en {\displaystyle {\mathfrak {gl}}(V).} Això és, {\displaystyle \rho (\omega )} és un {\displaystyle {\mathfrak {gl}}(V)} -forma valorada, desapareixent en el subespai horitzontal. Si ϕ és una k -forma tensorial de tipus ρ, aleshores
{\displaystyle D\phi =d\phi +\rho (\omega )\cdot \phi ,}
on, seguint la notació en àlgebra de Lie, vam escriure
{\displaystyle (\rho (\omega )\cdot \phi )(v_{1},\dots ,v_{k+1})={1 \over (1+k)!}\sum _{\sigma }\operatorname {sgn} (\sigma )\rho (\omega (v_{\sigma (1)}))\phi (v_{\sigma (2)},\dots ,v_{\sigma (k+1)}).}
A diferència de la derivada exterior habitual, que quadra a 0, la derivada covariant exterior no ho fa. En general, es té, per a una forma tensorial zero ϕ ,
{\displaystyle D^{2}\phi =F\cdot \phi .}
on F = ρ(Ω) és la representació a {\displaystyle {\mathfrak {gl}}(V)} de la curvatura de dues formes Ω. La forma F de vegades es coneix com el tensor de la força de camp, en analogia amb el paper que juga en l'electromagnetisme. Tingueu en compte que D 2 s'esvaeix per a una connexió plana (és a dir, quan Ω = 0 ).
Si ρ : G → GL(Rn), llavors es pot escriure
{\displaystyle \rho (\Omega )=F=\sum {F^{i}}_{j}{e^{j}}_{i}}
on {\displaystyle {e^{i}}_{j}} és la matriu amb 1 a l'entrada (i, j) i zero a les altres entrades. La matriu {\displaystyle {F^{i}}_{j}} les entrades de les quals són 2-formes a P s'anomena matriu de curvatura.